# Wirecard
Wirecard AG – były niemiecki dostawca usług finansowych i technologii. Firma oferowała usługi przetwarzania płatności, wydawania kart i zarządzania ryzykiem ponad 7 tys. klientów korporacyjnych. Wirecard Bank AG posiadał niemiecką licencję na prowadzenie działalności bankowej i był członkiem organizacji Visa, Mastercard oraz JCB. Akcje spółki znajdowały się w obrocie na giełdzie papierów wartościowych we Frankfurcie.
Po ujawnieniu informacji o szpiegostwie dyrektora operacyjnego Jana Marsalka upadłość spółki jest przez niektórych postrzegana jako starannie zaplanowana operacja rosyjskich służb.

## Informacje finansowe
Skonsolidowane sprawozdanie finansowe spółki Wirecard AG za rok 2006 wykazało całoroczne przychody w wysokości 81,94 mln EUR. W stosunku do analogicznego wskaźnika pro forma za rok poprzedni, wynoszącego 55,5 mln EUR, oznaczało to wzrost o około 47 procent. Zysk przed opodatkowaniem (EBIT) wzrósł w roku 2006 o około 90 procent do 18,56 mln EUR, w porównaniu z kwotą 9,8 mln EUR w roku podatkowym 2005.
Od 18 września 2006 roku spółka wchodziła w skład indeksu TecDAX giełdy Deutsche Börse. W dniu 31 grudnia 2006 osiągnęła 15. pozycję w rankingu TecDAX pod względem kapitalizacji rynkowej, a 18. pozycję pod względem obrotów. Zysk na akcję, przed i po rozwodnieniu, wyniósł w roku podatkowym 2006 0,20 EUR, w porównaniu z 0,13 EUR w roku podatkowym 2005.

## Produkty i usługi
W listopadzie 2006 roku spółka Wirecard uruchomiła usługę płatności internetowych o nazwie „Wirecard”. Rejestrując się online, klienci mogli otwierać rachunki w banku Wirecard, które następnie mogli zasilać gotówką lub za pomocą kart, poleceń zapłaty, przelewów bankowych lub innych, używanych w ich krajach, metod. Usługa obejmowała darmową wirtualną kartę pre-paid Mastercard, której klienci mogli używać do wykonywania płatności w prawie 25 milionach tradycyjnych punktów przyjmujących karty Mastercard, oraz w prawie milionie bankomatów na całym świecie. Oprócz standardowych produktów Mastercard, system Wirecard umożliwiał także użytkownikom z różnych krajów przesyłanie środków między sobą.
Platforma przetwarzania płatności elektronicznych i zarządzania ryzykiem firmy obsługiwała ponad 85 lokalnych i międzynarodowych programów płatności i ochrony przed oszustwami. Wirecard AG była członkiem stowarzyszeń ADP CardClear i IATA.

Firma Wirecard Bank AG oferowała klientom korporacyjnym usługi autoryzacji płatności kartami Visa, Mastercard i JCB. Firma oferowała różne typy kart kredytowych i debetowych klientom indywidualnym i instytucjonalnym.

## Wirecard Bank
Od 1 stycznia 2006 roku spółka Wirecard Bank AG była częścią grupy Wirecard Group. Wirecard Bank posiadał licencję na prowadzenie działalności bankowej, a także był jednym z głównych członków organizacji VISA, Mastercard i JCB. Depozyty banku były objęte funduszem gwarantowania depozytów stowarzyszenia banków niemieckich (Einlagensicherungsfonds des Bundesverbandes deutscher Banken).

## Bankructwo Wirecard AG
25 czerwca 2020 spółka ogłosiła niewypłacalność w związku z aferą finansową wywołaną brakiem 2 mld euro w księgach. Możliwe że spółka ogłosi też bankructwa swoich spółek zależnych. 26 czerwca brytyjski nadzór finansowy zawiesił licencję na działalność Wirecard.